# 前橋地方裁判所
前橋地方裁判所（まえばしちほうさいばんしょ）は、群馬県前橋市にある日本の地方裁判所の一つで、群馬県を管轄している。略称は、前橋地裁（まえばしさちい）。高崎・桐生・太田・沼田に支部を置いている。
群馬県を管轄しており、前橋地方裁判所には前橋市に置かれている本庁のほか、高崎市・桐生市・太田市・沼田市の4市に地方裁判所と家庭裁判所の支部を設置しているほか、前述の5箇所に加えて富岡市・伊勢崎市・館林市・藤岡市・吾妻郡中之条町の5箇所を加えた10箇所に簡易裁判所を設置している。また前橋、太田、高崎の3つの検察審査会も設置されている。

## 所在地
- 本庁：群馬県前橋市大手町3丁目1-34　北緯36度23分32秒 東経139度3分44.8秒 / 北緯36.39222度 東経139.062444度
  - 両毛線前橋駅 日本中央バス・永井バス・関越交通バス 県庁前停留所
- 高崎支部：群馬県高崎市高松町26-2　北緯36度19分25.7秒 東経139度0分5.4秒 / 北緯36.323806度 東経139.001500度
  - 上越新幹線、北陸新幹線、高崎線、八高線、上越線、吾妻線、両毛線、信越線高崎駅 市役所方面へ徒歩15分
- 桐生支部：群馬県桐生市相生町2-371-5　北緯36度24分58.2秒 東経139度18分36秒 / 北緯36.416167度 東経139.31000度
  - 上毛電気鉄道上毛線天王宿駅 徒歩5分
  - 東武桐生線、わたらせ渓谷鐵道わたらせ渓谷線相老駅 徒歩10分
- 太田支部：群馬県太田市浜町17-5　北緯36度17分25.8秒 東経139度22分25.3秒 / 北緯36.290500度 東経139.373694度
  - 東武伊勢崎線、東武桐生線、東武小泉線太田駅 市役所方面へ徒歩20分
- 沼田支部：群馬県沼田市材木町甲150　北緯36度38分54.7秒 東経139度2分54.3秒 / 北緯36.648528度 東経139.048417度
  - 上越線沼田駅 関越交通バス 材木町停留所

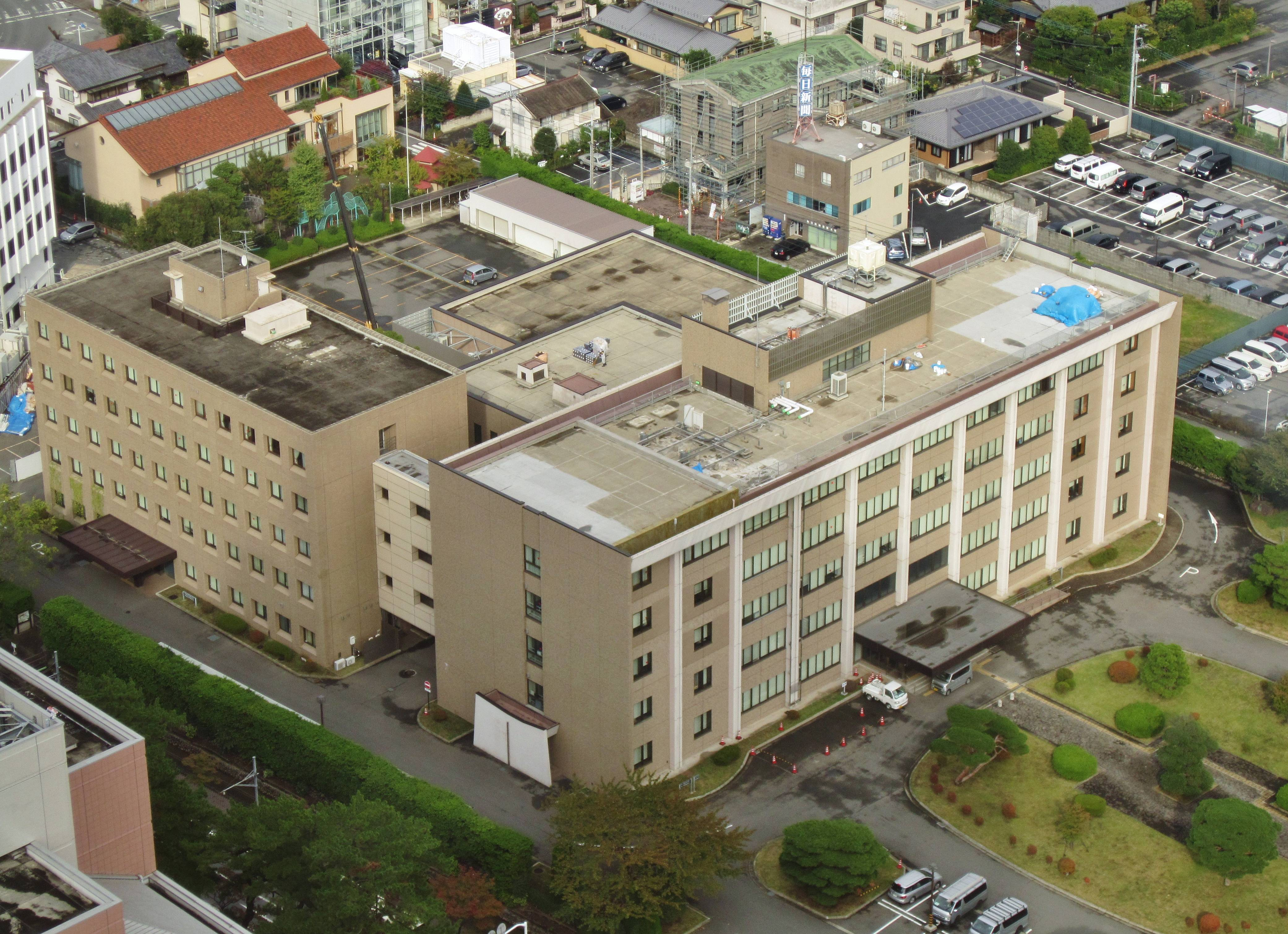
本庁
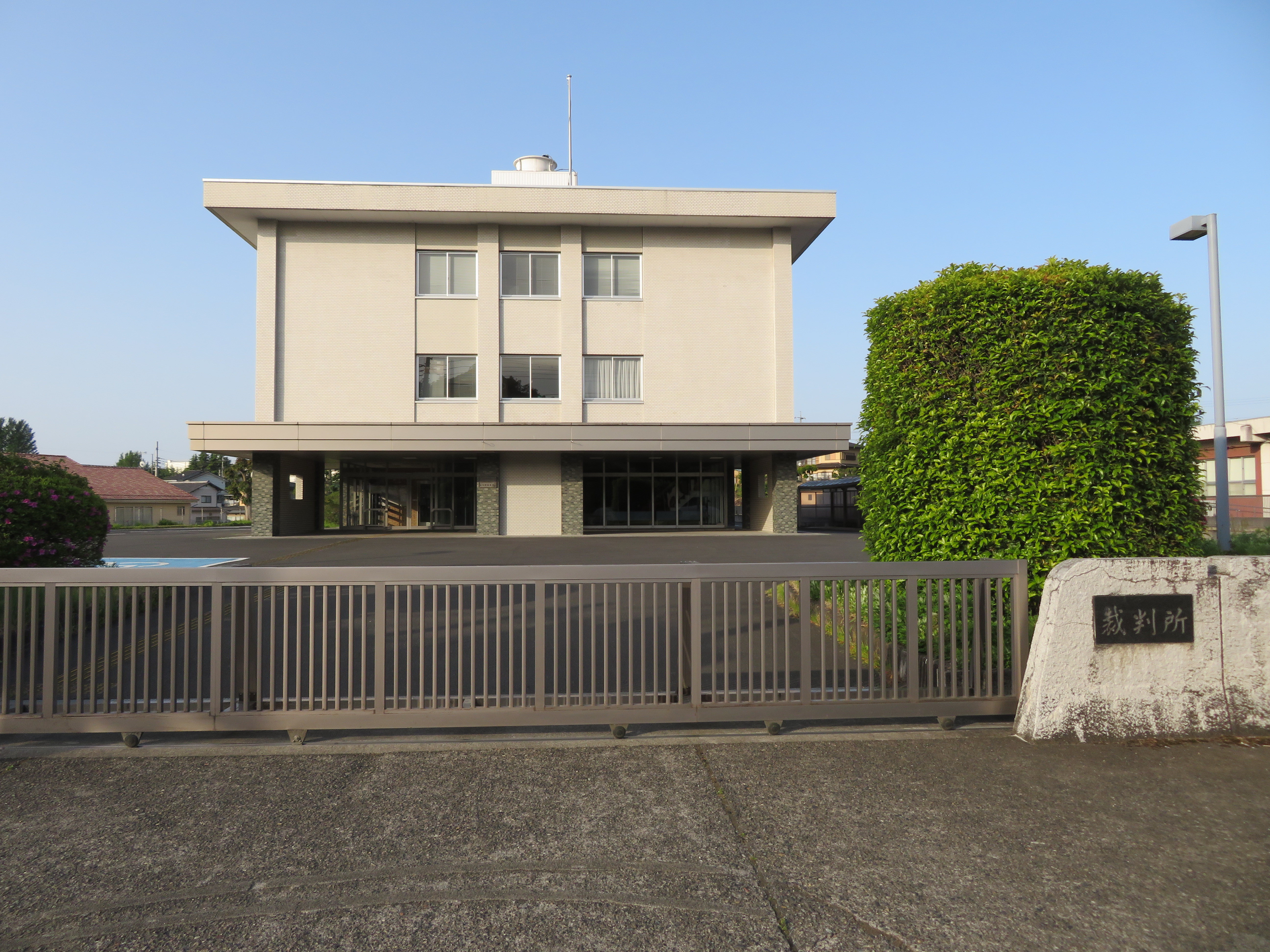
桐生支部
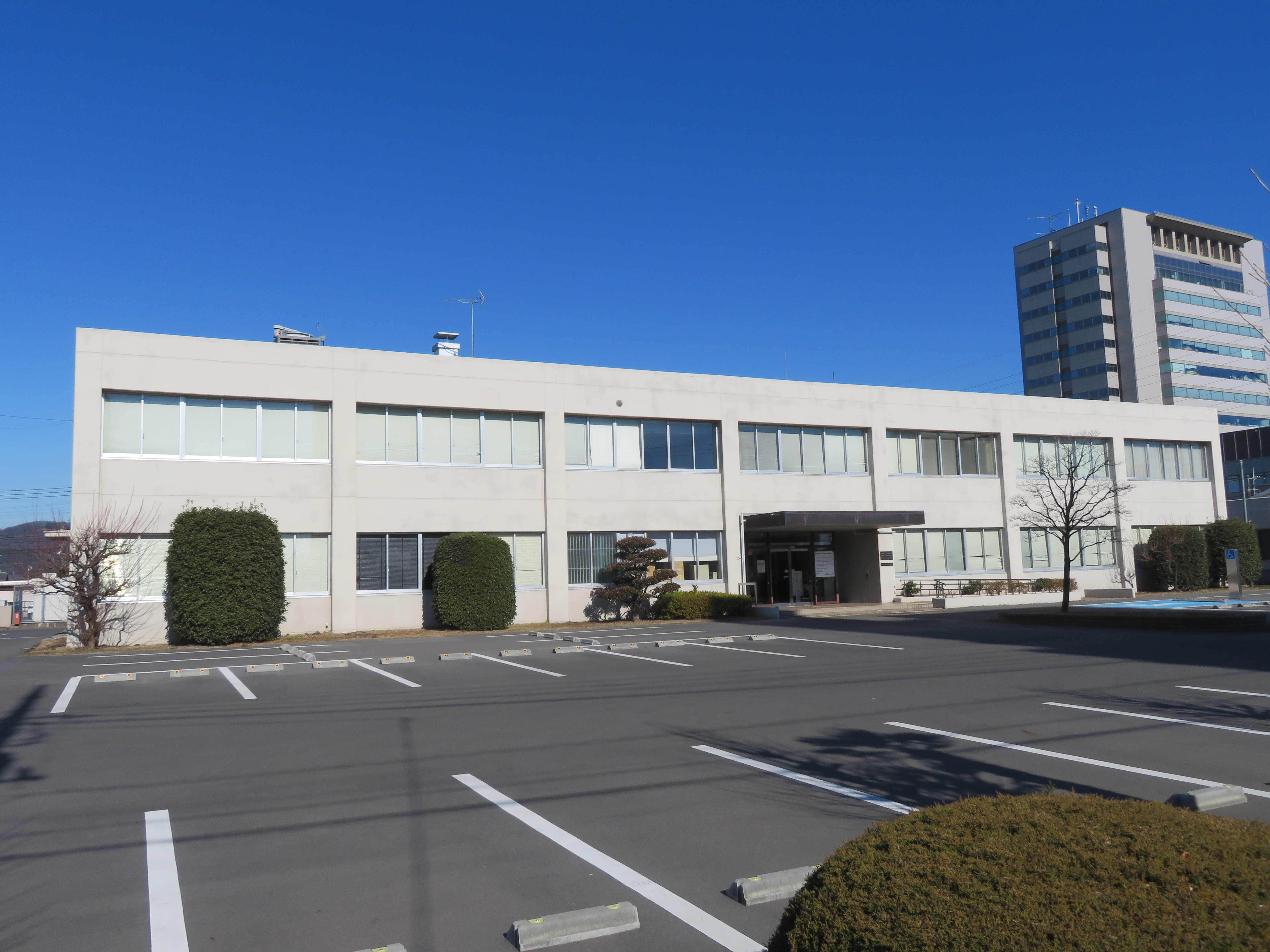
太田支部
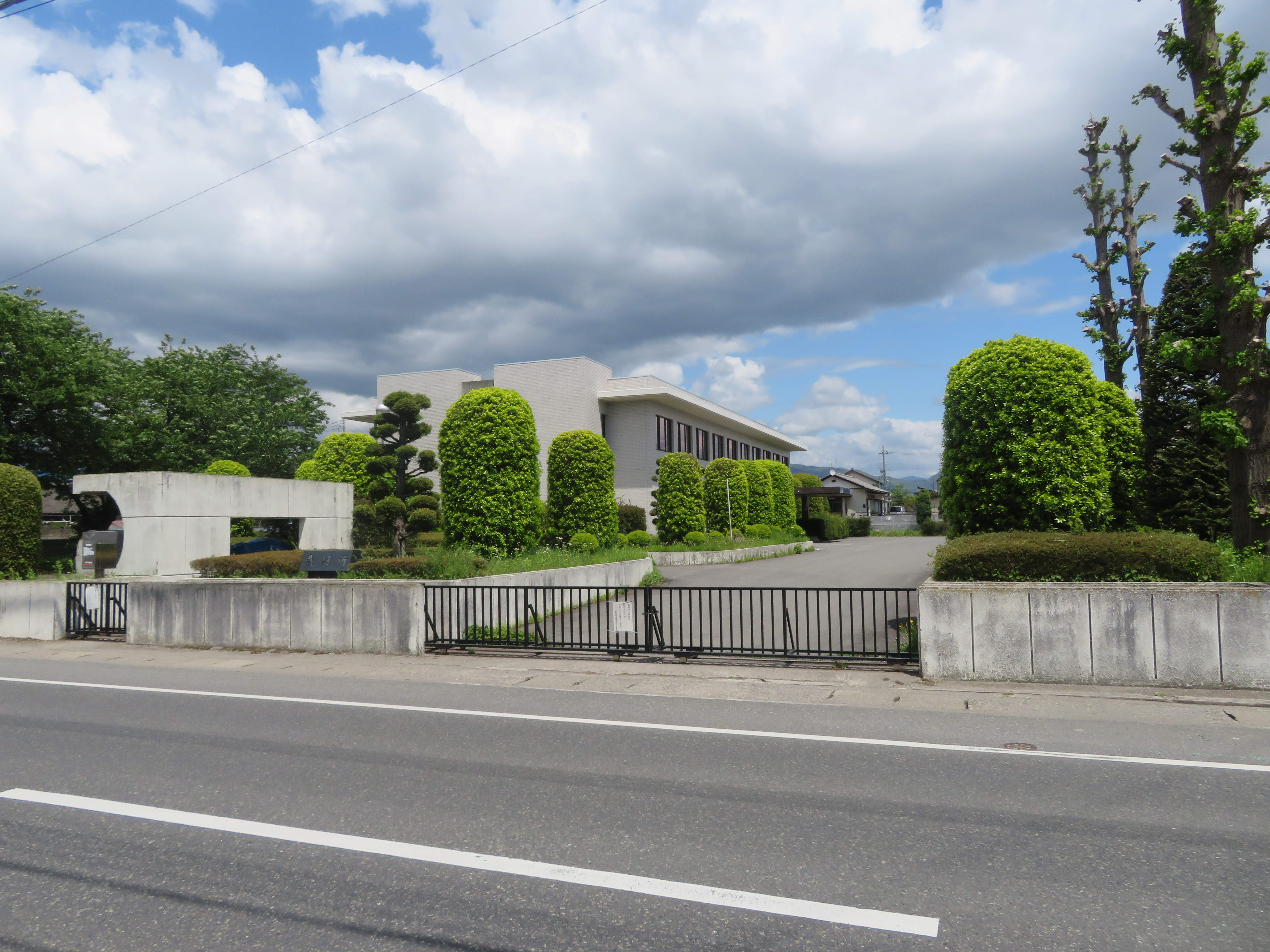
沼田支部

## 管轄
本庁
- 前橋市、伊勢崎市、渋川市、北群馬郡榛東村、吉岡町、吾妻郡中之条町、長野原町、嬬恋村、草津町、高山村、東吾妻町、佐波郡玉村町

高崎支部
- 高崎市、藤岡市、富岡市、安中市、多野郡上野村、神流町、甘楽郡下仁田町、南牧村、甘楽町

桐生支部
- 桐生市、みどり市

太田支部
- 太田市、館林市、邑楽郡板倉町、明和町、千代田町、大泉町、邑楽町

沼田支部
- 沼田市、利根郡片品村、川場村、昭和村、みなかみ町

※ただし、行政事件及び桐生・太田・沼田の各支部の合議事件は本庁で取り扱う。

### 管内の簡易裁判所
- 本庁
  - 前橋簡易裁判所（前橋市・渋川市・北群馬郡）

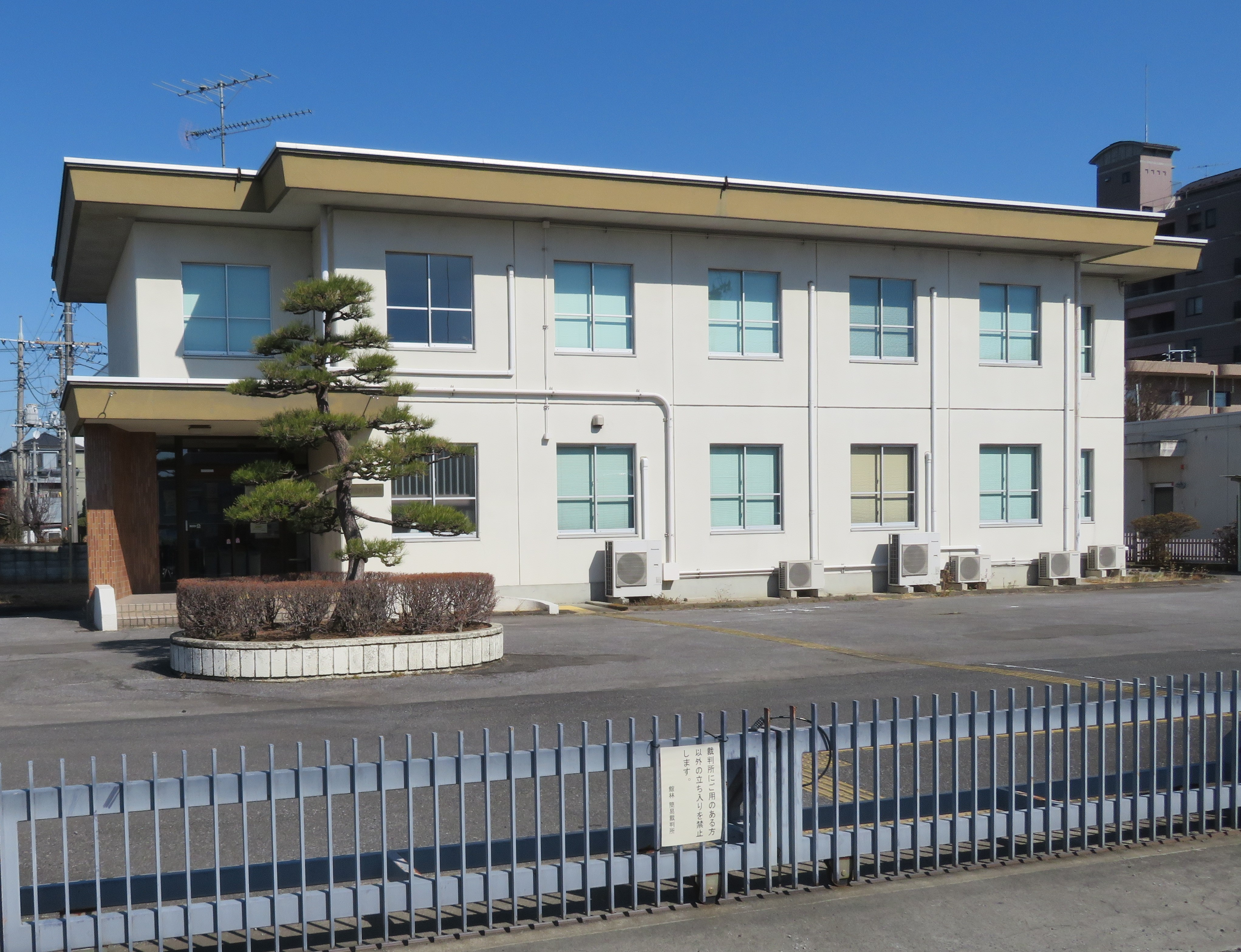
館林簡易裁判所

  - 伊勢崎簡易裁判所（伊勢崎市・佐波郡）
  - 中之条簡易裁判所（吾妻郡）
- 高崎支部
  - 高崎簡易裁判所（高崎市・安中市）
  - 藤岡簡易裁判所（藤岡市・多野郡）
  - 群馬富岡簡易裁判所（富岡市・甘楽郡）
- 桐生支部
  - 桐生簡易裁判所（桐生市・みどり市）
- 太田支部
  - 太田簡易裁判所（太田市）
  - 館林簡易裁判所（館林市・邑楽郡）
- 沼田支部
  - 沼田簡易裁判所（沼田市・利根郡）

- 館林簡易裁判所

## 歴代所長
（在任期間の後ろは異動先）
- 佐藤文哉（1991年11月 - 1993年11月 東京高等裁判所部総括判事）
- 上田豊三（1993年11月 - 1994年12月 最高裁判所首席調査官）
- 今井功（1994年12月 - 1996年7月 東京高等裁判所部総括判事）
- 田中康久（1996年7月 - 1998年1月 東京高等裁判所部総括判事）
- 涌井紀夫（1998年1月 - 1999年2月 東京高等裁判所部総括判事）
- 石垣君雄（1999年2月 - 2000年9月 東京高等裁判所部総括判事）
- 相良朋紀（2000年9月 - 2002年9月 東京高等裁判所部総括判事）
- 満田忠彦（2002年9月 - 2004年2月 依願退官）
- 池田修（2004年2月 - 2005年12月 東京高等裁判所部総括判事）
- 山﨑恒（2005年12月- 2007年2月 横浜家庭裁判所所長）
- 大橋寛明（2007年2月 - 2008年9月 東京高等裁判所部総括判事）
- 岡田雄一（2008年9月 - 2010年1月 東京高等裁判所部総括判事）
- 小川正持（2010年1月 - 2011年5月 東京高等裁判所部総括判事）
- 三好幹夫（2011年5月 - 2012年11月 東京高等裁判所部総括判事）
- 小泉博嗣（2012年11月 - 2014年7月 さいたま地方裁判所所長）
- 永野厚郎（2014年7月 - 2015年7月 東京高等裁判所部総括判事）
- 合田悦三（2015年7月 - 2016年9月 東京高等裁判所部総括判事）
- 八木一洋（2016年9月 - 2018年1月 東京高等裁判所部総括判事）
- 平木正洋 (2018年1月 - 2019年4月 東京高等裁判所部総括判事)
- 相澤哲 (2019年4月 - 2021年4月 東京高等裁判所部総括判事)
- 齊藤啓昭 (2021年4月 - 2023年8月 東京高等裁判所部総括判事)
- 門田友昌 (2023年8月 - 2025年7月 東京高等裁判所部総括判事)
- 小野寺真也 (2025年7月 - )